# Samuele Dalla Bona
Samuele Dalla Bona (* 6. Februar 1981 in San Donà di Piave) ist ein ehemaliger italienischer Fußballspieler.

## Karriere

### Verein

#### FC Chelsea
Im Oktober 1998 kam er als 17-Jähriger aus Italien zum FC Chelsea; zuvor hatte er zwei Jahre in der Jugendabteilung von Atalanta Bergamo verbracht. Durch eine Änderung der Rechtslage beim Verkauf von Jugendspielern unter achtzehn Jahren bei der Federazione Italiana Giuoco Calcio, dem italienischen Fußballverband, wurde der Wechsel möglich gemacht. Der Mittelfeldspieler brachte sich schnell in Jugend- und Reservemannschaft ein und führte mit sechzehn Toren für die Reserve in der Saison 1998/99 die interne Torschützenliste an. Dalla Bona wurde ebenfalls als „Young Player of the Year“ ausgezeichnet.
Sein Profidebüt absolvierte er am 24. November 1999 in der UEFA Champions League 1999/2000 gegen Feyenoord Rotterdam, als er in der 87. Minute für Didier Deschamps eingewechselt wurde. Nach den Abgängen von älteren Mittelfeldspielern wie Dennis Wise und Gustavo Poyet im Jahr 2001 mehr Einsatzchancen und nach guten Leistungen kam er in der Saison auf 32 Ligaspiele und zwei Saisontore. Doch in der folgenden Saison lehnte er eine Vertragsverlängerung ab und bat darum auf die Transferliste gesetzt zu werden, um wieder nach Italien zurückkehren zu können. Infolgedessen fiel er in Ungnade und wurde von Trainer Claudio Ranieri verdonnert bei der Reservemannschaft mitzutrainieren.

#### AC Mailand
Nachdem Dalla Bona seine Entscheidung bekannt gab nach Italien zurückzukehren, bekam er zahlreiche Angebote von verschiedenen Vereinen, darunter auch vom FBC Unione Venedig, welcher eine Ablösesumme von fünf Millionen Pfund Sterling bot. Doch er sah dort keine sportliche Perspektive und entschied sich daher gegen einen Wechsel nach Venedig.
Im Juli 2002 wechselte er schließlich für eine Million Pfund zum AC Mailand. Sein Ligadebüt folgte am 26. Oktober beim 6:0-Sieg über den FC Turin, als er in der 76. Minte für Gennaro Gattuso ins Spiel kam. In seiner ersten Saison holte er mit seinem Team das Double, bestehend aus der Coppa Italia und der UEFA Champions League 2002/03, welche der AC Mailand im Elfmeterschießen gegen den Ligakonkurrenten Juventus Turin gewinnen konnte.
Allerdings konnte sich Dalla Bona durch die hochkarätige Besetzung im Mittelfeld mit Spielern wie Gennaro Gattuso, Clarence Seedorf oder Andrea Pirlo nicht etablieren und hatte daher mehrere Leihstationen, beginnend beim FC Bologna in der Saison 2003/04. In der darauffolgenden Saison spielte er leihweise bei US Lecce und in der Saison 2005/06 bei Sampdoria Genua.

#### SSC Neapel
Nachdem er nach Ablauf der Leihstation Sampdoria Genua nach Mailand zurückgekehrt war, wurde er nur wenige Wochen später an den Serie-B-Klub SSC Neapel verliehen. Er bestritt nur vier Ligaspiele für den AC und wechselte ablösefrei, obwohl sein Vertrag noch für ein Jahr lief. Dort hatte Dalla Bona einen positiven Start und zeigte solide Leistungen in der Serie B. Darunter fiel auch ein Tor durch eine wunderschöne Direktabnahme kurz vor dem Strafraum beim Spiel gegen FBC Treviso. Mit Neapel schaffte er den Aufstieg in die Serie A, doch nachdem der Kader mit einigen Spielern verstärkt wurde, fand er sich regelmäßig auf der Ersatzbank wieder.
Am 4. Februar 2009 gab Dalla Bona bekannt, dass er vorhabe Neapel verlassen zu wollen und hoffte auf ein Probetraining bei West Ham United, um dort einen Vertrag zu unterschreiben und bei seinem ehemaligen Mannschaftskollegen aus Chelsea Gianfranco Zola zu spielen. Ein Vertragsangebot von US Triestina lehnte er aus diesem Grund ab. Doch am Ende kam es zu keiner Vertragsunterzeichnung bei West Ham und nach einem erfolglosen Probetraining beim FC Fulham, kehrte er nach Neapel zurück.
Im August wurde er für eine Saison nach Griechenland zu Iraklis Thessaloniki verliehen. Allerdings gelang es Dalla Bona nicht sich in die Mannschaft zu integrieren, dazu kam eine mangelnde Fitness. Deshalb wurde die Leihfrist im Dezember nach nur zwei Ligaspielen als Einwechselspieler vorzeitig aufgelöst. Am 1. Februar 2010 wurde er bis zum Saisonende an den Drittligisten Hellas Verona ausgeliehen. Am Ende der Saison konnte er nur zwei Ligaeinsätze für sich verbuchen.
Zur Saison 2010/11 wurde er bis zum Saisonende an Atalanta Bergamo verliehen. Auch dort fand er sich überhaupt nicht zurecht und kam nur auf einen einzigen Einsatz in der Coppa Italia.

#### AC Mantova
Am 31. August 2011, dem letzten Tag der Sommertransferperiode, wurde sein Vertrag bei Neapel aufgelöst und er unterschrieb einen Jahresvertrag beim AC Mantova. Nach acht Ligaeinsätze beendete Dalla Bona nach Saisonende seine aktive Karriere.

### Nationalmannschaft
Dalla Bona spielte für die U-15, U-16, U-18 und U-21-Nationalmannschaft Italiens. Zwischen 1996 und 1998 lief er 27-mal für die U-15/16 auf und erzielte dabei neun Tore (alle U-16). Am 5. März 1998 beim 11:0-Kantersieg gegen Andorra traf er viermal. Für die U-18 hat er zehn Tore und zwei Tore vorzuweisen. In den Jahren 2002 und 2003 absolvierte er neun Länderspiele für die U-21-Nationalmannschaft.

## Titel und Erfolge
AC Mailand
- Coppa Italia: 2002/03
- UEFA Champions League: 2002/03